# Wolfgang Petry

Logo von Wolfgang Petry

Wolfgang „Wolle“ Petry (* 22. September 1951 als Franz Hubert Wolfgang Remling in Köln-Raderthal) ist ein deutscher Schlagersänger und Songschreiber. Zu seinen bekanntesten Titeln gehören Lieder wie Der Himmel brennt (1982), Wahnsinn (1983), Verlieben, verloren, vergessen, verzeih’n (1992), Bronze, Silber und Gold (1996), Augen zu und durch (1997) und Weiß der Geier (1998). Nach eigenen Angaben vom November 2018 hat Petry rund 18 Millionen Tonträger verkauft. Seit 2017 ist er auch mit seinem Bandprojekt Pete Wolf Band aktiv.

## Biografie

### Privatleben und Anfänge
Petry wurde 1951 im Kölner Stadtteil Raderthal geboren und wuchs dort auf. Als er 16 Jahre alt war, starb sein Vater. Während der Schulzeit gründete er die Band Screamers, dann absolvierte er eine Ausbildung als Feinmechaniker. Zur Zeit der Lehre tourte er mit seiner Band in Köln und Umgebung. Später traten sie gemeinsam mit den Top Singers auf. Petry ist seit 1972 verheiratet und hat einen Sohn, der unter dem Namen Achim Petry selbst Sänger und Songwriter ist.

### Entdeckung
Petry wurde 1975 bei einem Auftritt in der Forsbacher Disco „Whisky Bill“ vom Produzententeam Tony Hendrik und Karin Hartmann (Coconut Records) entdeckt. Sie schrieben und produzierten für Petry dessen Debütalbum Ein Freund – ein Mann, das im Dezember 1976 erschien und aus dem unter anderem die Single Jeder Freund ist auch ein Mann / Wer kennt Julie? ausgekoppelt wurde. Petrys Debütsingle Sommer in der Stadt stammte auch aus dieser LP und war mit Rang 16 der erste Hit für Petry. Mit diesem Stück trat er am 31. Juli 1976 in der ZDF-Hitparade auf. Die Zuschauer wählten Petry hinter Jürgen Drews mit Ein Bett im Kornfeld auf Platz zwei. Es folgte die LP Zweisaitig mit der Single Ruby. Petry ging mit den ersten Songs auf Tour. Die Singles Wenn ich geh’ und Jessica, die 1981 Platz 30 und 34 der deutschen Singlecharts belegten, folgten. Das Team Hendrik/Hartmann zeichnete auch verantwortlich für die LPs Einfach Leben und Wahnsinn von 1983 mit der gleichnamigen Single. Insgesamt produzierte es bis 1984 20 Singles und sieben LPs für Petry.

### Band
Zu Beginn seiner Karriere trat Petry in Fernsehsendungen mit Playbackmusikern auf. 1996 suchte er eine geeignete Band, um seine Musik live präsentieren zu können. Sein damaliger Manager Armin Rahn, der auch die Band The Public vertrat, stellte den Kontakt zwischen Petry und den Mitgliedern dieser Gruppe her. Die „Petry-Band“ wurde anschließend durch Axel Kowollik (Bass), Rolf Pröpper (Gitarre), Richard Schuster (Schlagzeug), Rainer Jäger (Keyboard) und Wolfgang Petry (Gesang) besetzt. Als weiterer Gitarrist kam Bernd Kühl dazu, und die Band ging auf verschiedene Stadiontourneen. Die bekannteste Tour fand 1999 statt. Das Konzert im damaligen Essener Georg-Melches-Stadion wurde unter dem Namen Wolfgang Petry – Einfach Geil! auf DVD veröffentlicht. Durch die Band, die zum größten Teil aus Rock-’n’-Roll-Musikern bestand, erhielt Petrys Musik einen neuen Stil. So wurde Schlager mit Rock kombiniert, was einen großen Einfluss auf seine Livekonzerte hatte.

### Karriere
Nachdem es Ende der 1980er Jahre stiller um Petry geworden war, hatte er 1992 sein Comeback mit dem von Jürgen Dönges geschriebenen Hit Verlieben, verloren, vergessen, verzeih’n. Den Song hatte man zuvor Jürgen Drews angeboten, der jedoch ablehnte. Von da an war Petry wieder im Radio zu hören und in den Charts vertreten. Bei den Deutschen Schlager-Festspielen 1994 belegte er mit dem Lied Denn eines Tags vielleicht den ersten Platz vor Michelle und Andreas Martin. Dafür wurde ihm von Dieter Thomas Heck die „Goldene Muse“ überreicht. 1996 erschien Petrys Best-of-Album Alles, das sich mehr als zwei Millionen Mal verkaufte. 1997 brachte er die Single Weiber heraus. Auch diese landete weit oben in den Charts. Im August desselben Jahres erschien das Album Nie genug. 1998 folgte die CD Einfach geil, mit der er auf Tour ging.
1996 und 1998 wurde Petry Jahressieger der Deutschen Schlagerparade und 1997, 1998 und 1999 Jahressieger der ZDF-Hitparade. Die Goldene Stimmgabel erhielt Petry insgesamt zehnmal, darunter 1996 bis 2003 ohne Unterbrechung sowie 1998 die Stimmgabel in Platin. 1997 bis 2001 bekam er den deutschen Musikpreis Echo. 2002 trennte er sich von seinen Freundschaftsbändern, die zu Gunsten der Opfer des Hochwassers im Sommer 2002 versteigert wurden. 2004 belegte Petry in der RTL-Sendung Die ultimative Chartshow – Die erfolgreichsten Dauerbrenner den ersten Platz mit Die längste Single der Welt. Bis 2005 erschienen noch sechs weitere Alben. Im September 2006 feierte Petry sein 30-jähriges Bühnenjubiläum; zu diesem Anlass wurde ihm eine weitere Platin-Stimmgabel verliehen. Am 16. September 2006 gab Petry im Rahmen der Aufzeichnung der Sendung zur Verleihung der Goldenen Stimmgabel das Ende seiner Karriere bekannt. Die Ausstrahlung erfolgte am 8. Oktober im ZDF.

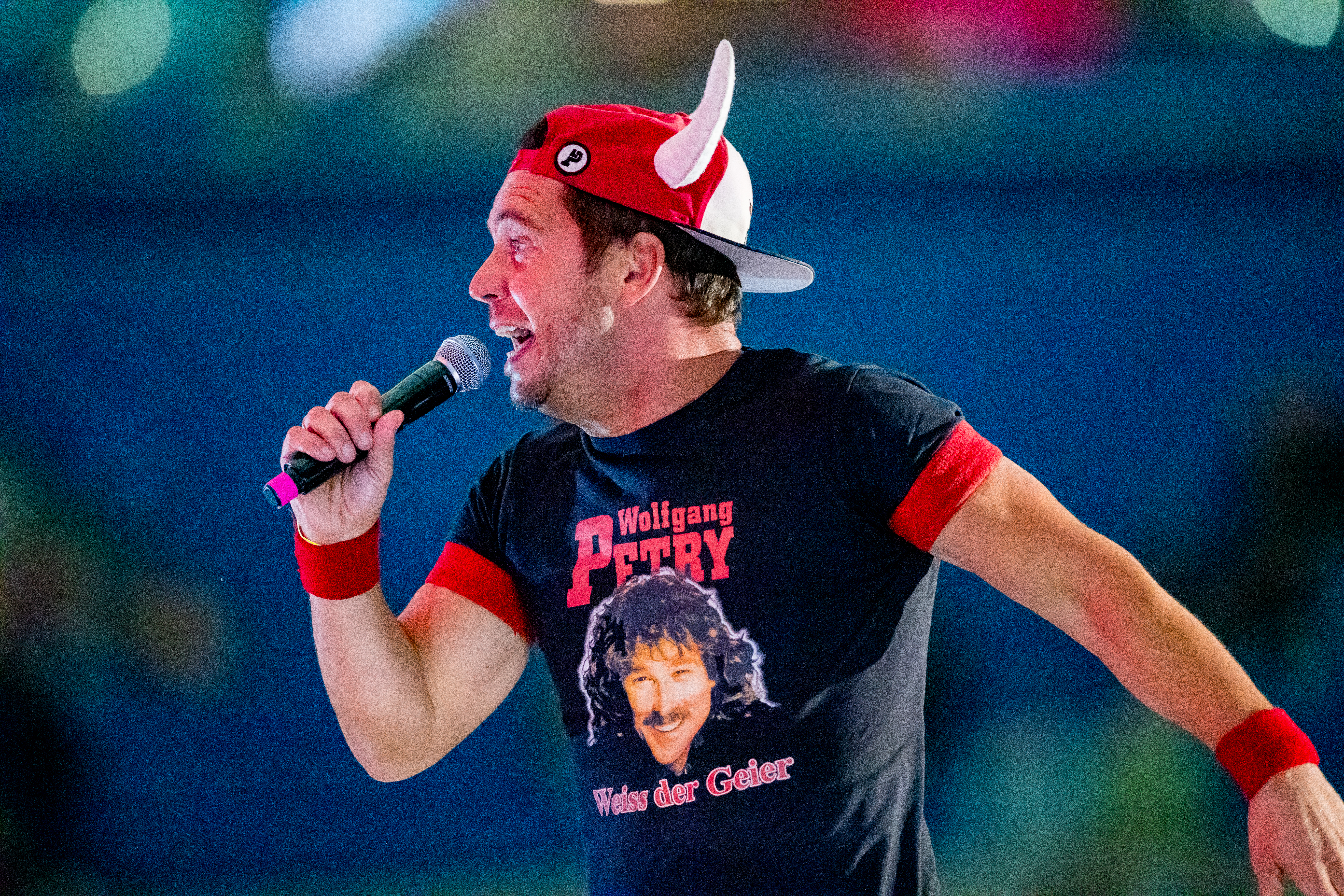
Lorenz Büffel mit Wolfgang-Petry-Shirt (2023)

Im Februar 2014 erschien ein Album mit dem Titel Einmal noch!, das Neuinterpretationen seiner Lieder enthält. Im Sommer 2014 zeigte sich Petry im Musikvideo zur Single Rettungsboot seines Sohnes das erste Mal nach acht Jahren wieder in der Öffentlichkeit. Im Februar 2015 erschien sein Comeback-Album Brandneu und im März 2016 folgte 40 Jahre – 40 Hits. Beide Alben wurden von René Lipps komponiert beziehungsweise arrangiert und produziert. Im Oktober 2017 erschien das Album Happy Man mit englischsprachigen Rock-, Blues- und Country-Stücken, das er mit dem Bandprojekt Pete Wolf Band veröffentlichte. Im Jahr 2018 wurde sein Album Genau jetzt! herausgegeben. Am 24. September 2021 erschien das Album Auf das Leben und am 3. März 2023 veröffentlichte Petry sein neuestes Album Stark wie wir.

## Engagement
Als Reaktion auf die Brandanschläge in Lübeck und Solingen riefen Wolfgang Petry und Helmuth Rüssmann die Aktion Mut zur Menschlichkeit ins Leben als Zeichen gegen Ausländerfeindlichkeit, für mehr Miteinander und Toleranz. Es entstand die Benefiz-Single-CD Wer die Augen schließt (wird nie die Wahrheit seh'n), bei der alle Beteiligten auf ihre Einnahmen verzichteten. Mit dabei waren G. G. Anderson, Tom Astor, Roberto Blanco, Andy Borg, Bernhard Brink, Brunner und Brunner, Dirk Busch, Klaus Densow, Jürgen Drews, Karel Gott, Hanne Haller, Ibo, Claudia Jung, Patrick Lindner, Andreas Martin, Michelle, Wencke Myhre, Nicki, Nadine Norelle, Wolfgang Petry, Rosanna Rocci, Edward Simoni, Tommy Steiner und die Zillertaler Schürzenjäger. Im Jahr 2015 gab es eine Neuauflage der Aktion mit 19 Künstlern der Schlagerszene, im Dezember 2019 kamen weitere zehn Künstler hinzu. Alle Einnahmen kamen der Hilfsorganisation Aktion Deutschland Hilft zugute.

## Diskografie
Studioalben

| Jahr | Titel Musiklabel                                                     | Höchstplatzierung, Gesamtwochen, AuszeichnungChartplatzierungen (Jahr, Titel, Musiklabel, Platzierungen, Wochen, Auszeichnungen, Anmerkungen) | Höchstplatzierung, Gesamtwochen, AuszeichnungChartplatzierungen (Jahr, Titel, Musiklabel, Platzierungen, Wochen, Auszeichnungen, Anmerkungen) | Höchstplatzierung, Gesamtwochen, AuszeichnungChartplatzierungen (Jahr, Titel, Musiklabel, Platzierungen, Wochen, Auszeichnungen, Anmerkungen) | Anmerkungen                                                  |
| Jahr | Titel Musiklabel                                                     | DE | AT | CH | Anmerkungen                                                  |
| ---- | -------------------------------------------------------------------- | --- | --- | --- | ------------------------------------------------------------ |
| 1976 | Ein Freund – Ein Mann Hansa Records (Ariola)                         | — | — | — | Erstveröffentlichung: Dezember 1976                          |
| 1979 | Zweisaitig Hansa Records (Ariola)                                    | — | — | — | Erstveröffentlichung: Mai 1979                               |
| 1981 | Einfach leben Coconut Records (Ariola)                               | — | — | — | Erstveröffentlichung: September 1981                         |
| 1983 | Wahnsinn Coconut Records (Ariola)                                    | — | — | — | Erstveröffentlichung: Juli 1983                              |
| 1985 | Rauhe Wege Intercord (IRS)                                           | — | — | — | Erstveröffentlichung: Februar 1985                           |
| 1987 | Mit offenen Armen Intercord (IRS)                                    | — | — | — | Erstveröffentlichung: Februar 1987                           |
| 1988 | Manche mögen’s heiß Electrola (EMI)                                  | — | — | — | Erstveröffentlichung: September 1988                         |
| 1991 | Wo ist das Problem? Electrola (EMI)                                  | — | — | — | Erstveröffentlichung: Februar 1991                           |
| 1992 | Verlieben, verloren, vergessen, verzeih’n Hansa Records (BMG Ariola) | DE45 Gold · (10 Wo.)DE | — | — | Erstveröffentlichung: 22. Juni 1992 Verkäufe: + 250.000      |
| 1993 | Sehnsucht nach dir Hansa Records (BMG Ariola)                        | DE70 (8 Wo.)DE | — | — | Erstveröffentlichung: 22. November 1993                      |
| 1994 | Frei für dich Hansa Records (BMG Ariola)                             | DE21 (15 Wo.)DE | — | — | Erstveröffentlichung: 30. September 1994                     |
| 1995 | Egal Hansa Records (BMG Ariola)                                      | DE25 (11 Wo.)DE | — | — | Erstveröffentlichung: 22. September 1995                     |
| 1997 | Nie genug Na klar! Records (BMG Ariola)                              | DE2 ×2Doppelplatin · (64 Wo.)DE | AT13 Gold · (16 Wo.)AT | CH16 Gold · (10 Wo.)CH | Erstveröffentlichung: 25. August 1997 Verkäufe: + 1.050.000  |
| 1998 | Einfach geil! Na klar! Records (BMG Ariola)                          | DE1 ×3Dreifachgold · (33 Wo.)DE | AT14 (8 Wo.)AT | CH21 Gold · (6 Wo.)CH | Erstveröffentlichung: 1. Oktober 1998 Verkäufe: + 775.000    |
| 2000 | Konkret Na klar! Records (BMG Ariola)                                | DE1 ×3Dreifachgold · (27 Wo.)DE | AT32 (9 Wo.)AT | CH33 (11 Wo.)CH | Erstveröffentlichung: 19. Juni 2000 Verkäufe: + 450.000      |
| 2001 | Achterbahn Na klar! Records (BMG Ariola)                             | DE2 Gold · (15 Wo.)DE | AT52 (3 Wo.)AT | CH63 (2 Wo.)CH | Erstveröffentlichung: 1. Oktober 2001 Verkäufe: + 150.000    |
| 2003 | Kein Grund zur Panik Na klar! Records (BMG Ariola)                   | DE5 Gold · (11 Wo.)DE | — | — | Erstveröffentlichung: 22. September 2003 Verkäufe: + 100.000 |
| 2004 | Typisch Na klar! Records (BMG Ariola)                                | DE11 Gold · (10 Wo.)DE | — | — | Erstveröffentlichung: 25. Oktober 2004 Verkäufe: + 100.000   |
| 2005 | Ich bin ene kölsche Jung Na klar! Records (Sony BMG)                 | DE40 (3 Wo.)DE | — | — | Erstveröffentlichung: 26. September 2005                     |
| 2006 | Meine Lieblingslieder Na klar! Records (Sony BMG)                    | DE81 (1 Wo.)DE | — | — | Erstveröffentlichung: 7. Juni 2006                           |
| 2015 | Brandneu Na klar! Records (Sony)                                     | DE1 (11 Wo.)DE | AT38 (1 Wo.)AT | CH54 (1 Wo.)CH | Erstveröffentlichung: 27. Februar 2015                       |
| 2018 | Genau jetzt! Na klar! Records (Sony)                                 | DE3 (11 Wo.)DE | AT44 (1 Wo.)AT | CH60 (1 Wo.)CH | Erstveröffentlichung: 30. November 2018                      |
| 2021 | Auf das Leben Na klar! Records (Sony)                                | DE2 (13 Wo.)DE | AT9 (2 Wo.)AT | CH17 (3 Wo.)CH | Erstveröffentlichung: 24. September 2021                     |
| 2023 | Stark wie wir Na klar! Records (Sony)                                | DE4 (6 Wo.)DE | AT11 (1 Wo.)AT | CH26 (1 Wo.)CH | Erstveröffentlichung: 3. März 2023                           |

grau schraffiert: keine Chartdaten aus diesem Jahr verfügbar

## Auszeichnungen
- Echo Pop
  - 1997: für „Schlager/Volksmusik Künstler/in national/international“
  - 1998: für „Schlager/Volksmusik Künstler/in national/international“
  - 1999: für „Schlager/Volksmusik Künstler national/international“
  - 2000: für „Schlager/Volksmusik Künstler national/international“
  - 2001: für „Schlager/Volksmusik Künstler/in national/international“

- Goldene Stimmgabel
  - 1996, 1997, 1999, 2000, 2001, 2002, 2003 und 2005 – „Erfolgreichster Solist deutsch Pop/Schlager“
  - 1998 und 2006 – „Platinum Life Award“